# فلاديمير كادانيكوف
فلاديمير كادانيكوف (بالروسية: Владимир Васильевич Каданников؛ 3 سبتمبر 1941 - 3 يونيو 2021) رجل أعمال وسياسي روسي شغل منصب نائب رئيس وزراء روسيا (1996-1997) مسؤولًا عن السياسة الاقتصادية، ليحل لفترة وجيزة محل أناتولي تشوبايس في عهد الرئيس بوريس يلتسين.

## في الحكومة
ولد فلاديمير كادانيكوف في غوركي الاتحاد السوفيتي. بحلول أوائل التسعينيات كان رئيسًا لشركة أوتوفاز، وهي شركة روسية لتصنيع السيارات. في يناير 1996 تم تعيينه في مجلس الوزراء كنائب لرئيس الحكومة للشؤون الاقتصادية، ليحل محل مهندس إصلاحات الخصخصة أناتولي تشوبايس. كان يُنظر إلى كادانيكوف على أنه مدافع عن الصناعة الروسية، التي عانت بسبب الإصلاحات التي فضلت الشركات الأجنبية، لكونه حليفًا لأوليغ سوسكوفيتس النائب الأول لرئيس الوزراء وزميله «الصناعي». حاول اتخاذ تدابير من أجل الدفاع عن الصناعة، بما في ذلك إدخال تعريفات الاستيراد، لكن صندوق النقد الدولي منع ذلك. تسبب تعيين كادانيكوف في اعتقاد المحللين الغربيين أنه كان تحولًا بعيدًا عن الإصلاحات الاقتصادية التي أشرف عليها تشوبايس. في أغسطس 1996 تمت إزالته واستبداله بفلاديمير بوتانين، وعاد للعمل في أوتوفاز كرئيس تنفيذي لها.
توفي في 3 يونيو 2021 في موسكو عاصمة روسيا.